# Herb Geller

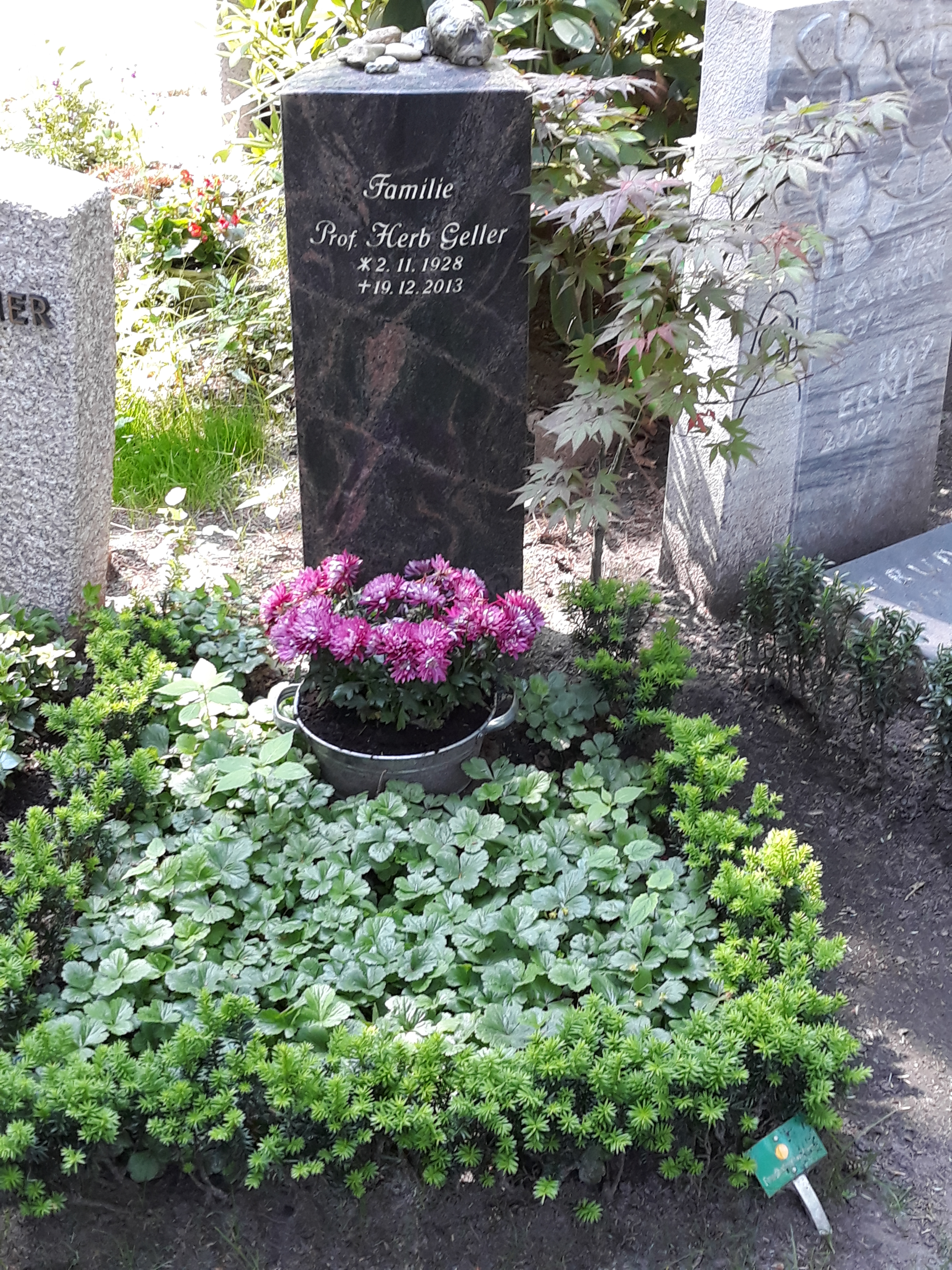
Das Grab von Herb Geller auf dem Alten Niendorfer Friedhof in Hamburg

Herb Geller (* 2. November 1928 in Los Angeles; † 19. Dezember 2013 in Hamburg) war ein US-amerikanischer Jazz-Musiker (Altsaxophon, Sopransaxophon, Tenorsaxophon, Klarinette, Flöte, auch Oboe, Englischhorn, Piccoloflöte), Komponist und Arrangeur. Er hat trotz seiner Idole Charlie Parker und Benny Carter einen eigenen ausdrucksstarken und unverkennbaren Stil entwickelt. Neben Bud Shank und Lennie Niehaus zählte er zu den wichtigsten Altsaxophonisten der West Coast. „Inspirierte Soli, musikalischer Humor und umfangreiches musikalisches Wissen sicherten ihm auch nach dem Umzug nach Europa den Ruf als »musicians' musician«.“

## Biographie
Die Musikalität ist ihm wohl durch seine Mutter Francis in die Wiege gelegt worden, denn in Hollywood begleitete sie die Stummfilme im benachbarten Kino durch Live-Pianomusik. Bei ihr hatte er auch seine ersten Musikstunden am Klavier. Dann, als Achtjähriger kam er eher zufällig zum Altsaxophon: Weil der lokale Musikalienhändler, Saxophonlehrer und gleichzeitiger Freund der Familie das Instrument zum Verkauf hatte und in den Eltern von Herb dankbare Käufer fand. Nachdem Herb Geller als Vierzehnjähriger Benny Carter im Orpheum Theatre in Los Angeles hörte, beschloss er, das Saxophon zu seinem Beruf zu machen. Nur zwei Jahre später bekam er 1946 sein erstes professionelles Engagement in der Band des Violinisten Joe Venuti. Zu dieser Zeit entdeckte er die Musik von Charlie Parker, der neben Benny Carter zu seinem zweiten großen Idol wurde.
1948 reiste Herb Geller zum ersten Mal nach New York, wo er in den Bands von Jack Fina, Claude Thornhill, Jerry Wald und Lucky Millinder spielte. Während dieser Auftritte begegnete ihm die Pianistin Lorraine Walsh in Los Angeles, die nicht nur in New York seine Ehefrau, sondern gleichzeitig eine wichtige musikalische Partnerin wurde.
1952 zogen die Gellers wieder zurück an die Westküste der Vereinigten Staaten, wo sie gemeinsam in kleineren Ensembles arbeiteten. Außerdem spielte Herb Geller zu der Zeit in den Bands von Billy May, Shorty Rogers, Maynard Ferguson, Dan Terry, Bill Holman und Chet Baker.
Im Jahre 1955 gewann er den „New Star Award“ von Down Beat und erlangte auch durch seine Aufnahmen mit Clifford Brown weltweite Anerkennung. Danach arbeitete Herb Geller in den Bands von Shelly Manne, Louie Bellson, Tom Talbert und Benny Goodman.
1958 starb Lorraine Walsh-Geller völlig unerwartet. Während einer Brasilientournee mit dem Benny Goodman Orchestra entschied Herb Geller sich, nicht wieder in die USA zurückzukehren. Er blieb sechs Wochen lang in São Paulo und spielte Bossa Nova, bis er ein Schiff nach Lissabon nahm. Schließlich landete er in Paris, wo er unter anderem mit Kenny Clarke und Kenny Drew sowie für den französischen Rundfunk arbeitete. Zeitweise war er Mitglied der legendären Kenny Clarke/Francy Boland Big Band, der wichtigsten europäischen Jazz Big Band der sechziger Jahre.

Herb Geller mit Benny Carter

1962 wurde ihm von der Bigband des SFB in Berlin ein Vertrag angeboten. Er nahm das Engagement an und spielte dort neben anderen „Americans In Europe“ wie Benny Bailey, Joe Harris, Nat Peck und herausragenden europäischen Musikern wie Ack und Jerry van Rooyen. In Berlin begegnete ihm auch seine zweite Ehefrau Christine Rabsch. Geller blieb dort drei Jahre, bis er einen Vertrag als Leadaltist der Bigband des Norddeutschen Rundfunks in Hamburg unterschrieb. Dort war er 28 Jahre fest engagiert. Während dieser Zeit entwickelte sich die NDR-Bigband von einem Nachkriegs-Tanzorchester zur NDR Bigband, einer der interessantesten Bigbands des zeitgenössischen Jazz. Die endlose Liste der an den Produktionen beteiligten Musikern reicht von Joe Pass und Chet Baker bis zu Avantgardemusikern und schließt viele große Namen des europäischen Jazz mit ein.
Neben seiner Arbeit beim NDR war Herb Geller immer auch in anderen Besetzungen aktiv, einschließlich seiner eigenen Projekte und Tourneen. In dieser Zeit hat er bei Schallplatten- und Musicalproduktionen, Konzerten und Tourneen namhafter Musiker wie zum Beispiel Ray Charles, Ella Fitzgerald, Shirley MacLaine, Jerry Lewis, Peter Herbolzheimer R, C&B, Liberace, Udo Lindenberg, Marius Müller-Westernhagen, Paul Anka, George Gruntz, Bert Kaempfert, Bill Evans, Red Mitchell und vielen weiteren mitgewirkt.
1985 komponierte er die Musik für den ersten Kinofilm von Otto.
Seit 1986 war Geller an der Hochschule für Musik in Hamburg bis zu seiner Pensionierung lehrend tätig. Danach gab Herb Geller Saxophonunterricht und hielt bei verschiedenen nationalen und internationalen Musik-Institutionen Jazz-Seminare ab. In Los Angeles führte er 1994 im Rahmen des West Coast Festivals sein Musical Playin' Jazz auf.
In seinen letzten Jahren trat Herb Geller regelmäßig im In- und Ausland als Solist auf Festivals und in verschiedenen Formationen auf. Ebenso fand man ihn als Gast bei Konzerten von verschiedenen (auch Amateur-) Bigbands sowie diversen Musikern wie zum Beispiel Knut Kiesewetter, Bud Shank, Louie Bellson, Lennie Niehaus, Jiggs Whigham, Tony Scott, Buddy DeFranco, André Previn und anderen. Noch 2011 trat er mit einer Rhythmusgruppe aus Pianist Paul Kirby, Bassist Martin Zenker und Schlagzeuger Rick Hollander auf. Im Dezember 2012 wurde bei Geller ein Hirntumor festgestellt, der im folgenden Jahr erfolgreich behandelt wurde. Letztlich ist er an einer Lungenentzündung gestorben, ausgerechnet an seinem und seiner Ehefrau Christine 51. Hochzeitstag.

## Preise und Auszeichnungen
Geller gewann 1955 als New Star den Critics' Poll des Down Beat. 1976 wurde er als Künstler des Jahres mit dem Deutschen Schallplattenpreis ausgezeichnet. 1988 erhielt er für sein Album Birdland Stomp (1986) den Preis der Deutschen Schallplattenkritik. Am 26. November 2005 wurde er auf der Burg Ronneburg von Fürst Johann-Georg zu Ysenburg und Büdingen für seine Verdienste um den Jazz zum „Ritter der Ronneburg“ geschlagen. Bescheiden wie immer kommentierte Herb Geller diese Ehrung mit: „Meine Freunde sagen trotzdem Herb zu mir“.
Am 24. November 2008 erhielt Herb er den "Louis-Armstrong-Gedächtnispreis 2008" der Gesellschaft "Swinging Hamburg" für seine Leistungen im Jazz, die seine Unterstützung und Ausbildung von jungen Talenten und seine Dienste als Botschafter für swingenden Jazz in Hamburg würdigte.

## Diskographie

### Alben
- 1954 The Herb Geller Sextette – EmArcy
- 1955 Outpost Incident – EmArcy
- 1955 The Gellers - EmArcy
- 1957 Fire In The West – Jubilee
- 1959 Gypsy – Capitol
- 1963 Herb Geller – Altosaxophone – Josie
- 1975 Rhyme and Reason / Herb Geller Octet Featuring Mark Murphy & Earl Jordan – Atlantic
- 1975 An American In Hamburg – Nova (Neuauflage 2013 bei Tramp Records)
- 1984 Hot House – Circle
- 1986 A Jazz Songbook – Enja
- 1989 Stax Of Sax – Fresh Sound – (reissue from 1958)
- 1990 That Geller Feller – Fresh Sound – (reissue from 1957)
- 1993 Herb Geller Quartet – V.S.O.P.
- 1996 Birdland Stomp – Fresh Sound
- 1996 Herb Geller Plays (Import-Japan Remastered-Limited Edition) – Verve
- 1996 Plays The Al Cohn Songbook – HEP
- 1997 Playing Jazz – Fresh Sound
- 1998 You're Looking At Me – Fresh Sound
- 1998 I'll be back – HEP
- 1999 Hollywood Portraits – HEP
- 2002 To Benny And Johnny – HEP
- 2005 The Herb Geller Sextette – Membran Music – (reissue from 1954)
- 2005 The Gellers – Membran Music – (reissue from 1955)
- 2006 Herb & Lorraine Geller: Two of a Kind – Complete Recordings 1954–1955 – (reissue)
- 2006 Plays the Arthur Schwartz Songbook – HEP
- 2007 Herb Geller At The Movies – HEP
- 2010 Herb Geller – Wolfgang Köhler Duo: Moon Mist – Phonector
- 2011 Herb Geller in concert with Charlie Mariano and Thomas Biller & Burkhard Braune - Halle Opera House 2002 - HEP
- 2014 An Evening With Herb Geller & The Roberto Magris Trio – Live in Europe 2009 - JMood

### Mitwirkung bei anderen Veröffentlichungen
- Nils Gessinger / Pass-ion – 2011
- Clifford Brown / The Ultimate Clifford Brown – Verve – 1998
- Bravissimo II – 50 Years NDR Bigband – ACT – 1998
- Clifford Brown / Best Coast Jazz – Verve / Japan – 1996
- Mel Torme / Mel Torme Collection – Rhino – 1996
- Ella Fitzgerald / Love Songs: Best of the Verve Song Books – Verve – 1996
- Nils Gessinger / Ducks ’N’ Cookies – GRP – 1995
- Inga Rumpf with the NDR Big Band / It’s A Man’s World – Extra Records And Tapes – 1995
- Wolfgang Schlüter With the NDR Big Band / Good Vibrations – Extra Records And Tapes – 1995
- Jan Lundgren Trio with Herb Geller / Stockholm Get Together – Fresh Sound 1994
- Anita O’Day / Compact Jazz – Verve – 1993
- The Complete Cole Porter Songbooks (Various Artists) Verve – 1993
- Dinah Washington / First Issue: The Dinah Washington Story (The Original Recordings) Verve – 1993
- Blue Night Special (Blue Night Special) Milan – 1993
- Clifford Brown / Jazz Round Midnight – Verve – 1993
- Rolf Kühn / Big Band Connection – Milan – 1993
- Dinah Washington / Jazz round Midnight – Verve – 1993
- Compact Jazz: Best of the Jazz Vocalists (Various Artists) PolyGram – 1992
- RCA Victor Jazz: the First Half- century – the Twenties through the Sixties (Various Artists) RCA – 1992
- Chet Baker / The Best of Chet Baker Plays – Capitol – 1992
- Quincy Jones / This Is How I Feel About Jazz – ABC-Paramount/GRP – 1992
- Chet Baker / Grey December – Capitol – 1992
- Dinah Washington / Complete Dinah Washington on Mercury, Vol. 3 (1952–1954) – Verve – 1992
- Anita O’Day / Anita O’Day Sings the Winners – Verve – 1991
- Clifford Brown / Compact Jazz: Clifford Brown – Verve – 1991
- Benny Goodman / Yale Recordings, Vols. 1–6 – Musicmasters – 1991
- Marty Paich / The Picasso of Big Band Jazz – Candid – 1990
- Phil Wilson / The Wizard of Oz Suite – Capri – 1989
- Benny Carter / Over the Rainbow – Musicmasters – 1988
- Chet Baker / My Favourite Songs Vols. 1 and 2: The Last Great Concert – Enja – 1988
- Chet Baker / My Funny Valentine – Philology
- Chet Baker / My Funny Valentine – Capitol
- Chet Baker / My Funny Valentine – West Wind Jazz – 1980
- Marius Müller-Westernhagen – Bittersüß – 1976
- Peter Herbolzheimer Rhythm Combination & Brass / Wide Open – MPS – 1973
- Peter Herbolzheimer Rhythm Combination & Brass / Peter Herbolzheimer Masterpieces – MPS
- The Alpin Power Plant recorded In Switzerland – MPS – 1972
- Klaus Weiss Orchestra / I Just Want to celebrate – BASF – 1971
- Clarke – Boland Big Band / Change Of Scenes – Ex Libris – 1971
- Americans In Europe – Vol. 1 – Impulse – 1963
- Dinah Washington / Dinah – Verve – 1962
- Benny Goodman Orchestra / Santiaga De Chile 1961 – TCB Records
- Art Pepper + Eleven: Modern Jazz Classics – Original Jazz Classics – 1959
- Art Pepper / Plus Eleven – Analogue Productions – 1959
- Bob Florence And His Orchestra / Name Band: 1959 – Fresh Sound
- All That Jazz (The Hi-Los) Collectors’ Series – 1959
- Barney Kessel and his Orchestra / Barney Kessel Plays Carmen – OJC Fantasy – 1959
- Ella Fitzgerald / The First Lady of Song – Verve – 1958
- Bill Holman / In a Jazz Orbit – V.S.O.P. – 1958
- Jimmy Rowles / Weather In a Jazz Vane – V.S.O.P – 1958
- Benny Goodman / Yale Recordings, Vol. 8: Never Before Released Recordings from Benny Goodman's Private – Musicmasters – 1957
- John Williams / Here's What I'm Here For – Discovery / Antones – 1957
- Manny Albam Jazz Lab. Vol. 12 – MCA Coral – 1957
- Don Fagerquist / Music to Fill a Void – V.S.O.P – 1957
- Chet Baker / Pacific Jazz Years (Chet Baker) – Capitol
- Mel Tormé / Mel Torme sings Fred Astaire – Bethlehem Records – 1956
- Anita O’Day / Pick Yourself up with Anita O’Day – Verve – 1956
- Benny Goodman / B. G. World Wide – TCB Music – 1956
- Dinah Washington / Dinah Jams – Verve – 1955
- Jack Millman / Jazz Lab. Vol. 11 – MCA Coral – 1955
- Jazz Studio 2: From Hollywood – Decca – 1954
- Bill Holman / The Bill Holman Octet – Capitol – 1954
- Herbie Fields / Jazz Lab. Vol. 9 – MCA Coral – 1954
- Lorraine Geller / Lorraine Geller Memorial – Fresh Sound – 1954
- Clifford Brown / Clifford Brown Allstars – Emarcy – 1953
- The Best of Chess Jazz (Various Artists) MCA – 1950
- Best of the Big Bands: Compact Jazz (Various Artists) Verve
- Jazz round Midnight (Saxophone) Verve
- Benny Goodman / Swing Swing Swing, Vol. 1–5 Musicmaster
- Ralph Peña / Master Of The Bass – V.S.O.P.
- Manny Albam / Jazz Greats of our time Vol. 2 – Coral
- John Graas Septet And Nonet Jazz Lab. Vol. 19 – MCA Coral
- Gene Krupa and His Orchestra / That Drummers Band – Verve
- Shelly Manne & His Men Play Peter Gunn – OJC – Fantasy
- Shorty Rogers and His Giants / A Portrait Of Shorty – RCA
- Howard Rumsey’s Lighthouse Allstars – OJC – Fantasy
- Stan Kenton’s Small Group / Plays Bob Graettinger: City Of Glass – Capitol
- Klaus Weiss Orchestra / Live at the Domicile – ATM Records
- Bill Smith Quintet / Americans In Europe – Impulse
- Roberto Magris Europlane feat. Herb Geller – Il bello del Jazz (Soul Note, 2003)
- Känguru / Känguru - 1981 - Pingo Music

## Lexikalische Einträge
- Wolf Kampmann (Hrsg.), unter Mitarbeit von Ekkehard Jost: Reclams Jazzlexikon. Reclam, Stuttgart 2003, ISBN 3-15-010528-5.
- Martin Kunzler: Jazz-Lexikon. Band 1: A–L (= rororo-Sachbuch. Bd. 16512). 2. Auflage. Rowohlt, Reinbek bei Hamburg 2004, ISBN 3-499-16512-0.